# Rapsodia hiszpańska (Ravel)
Rapsodia hiszpańska (Rhapsodie espagnole) to dzieło Maurice’a Ravela, jedyne, które kompozytor od razu napisał w wersji na orkiestrę.
Skomponowana w 1907 roku, swoją premierę Rapsodia hiszpańska miała w rok później. Wykonanie spotkało się ze sprzecznymi opiniami publiczności i krytyki. Polemika w prasie spowodowała ponowne wystawienie dzieła, które tym razem zostało przyjęte z aplauzem.
Zinstrumentowane po mistrzowsku, oparte na wątkach folkloru hiszpańskiego, należy do jednych z najbardziej efektownych dzieł Ravela.
Rapsodia hiszpańska jest czteroczęściową suitą. 
I. Preludium do nocy (Prélude à la nuit)
Oparte na ostinatowym czterodźwiękowym motywie, powracającym w dalszej części utworu. Na tym tle poprzez bogatą instrumentację oddany został nastrój tajemniczego wieczoru.
II. Malagueña
Taneczny temat tej części, zwieńczony tutti orkiestry, przechodzi w charakterystyczną melodię graną na rożku angielskim, po której następuje ostinatowy motyw z pierwszej części, a po nim wyciszenie zaczerpniete z początkowego fragmentu Malagueñy.
III. Habanera
Powstała jeszcze w 1895 roku jako utwór fortepianowy. Jest stylizacją tańca o tej samej nazwie.
IV. Feria
Nastrojowy charakter tej części realizowany jest w dialogu rożka angielskiego z klarnetem.
Zobacz też:
- Boléro
- Dafnis i Chloe
- Pawana na śmierć infantki
- Szeherezada